# Pont de Sant Jaume
El Pont de Sant Jaume és un pont de la ciutat de Tremp que enllaçava la ciutat amb el monestir de Sant Jaume, situat a l'esquerra del torrent de la Fontvella, anomenat en aquest tram barranc de Sant Jaume (la ciutat és a la dreta del torrent). Actualment el travessa la continuació del carrer de Sant Jaume.
És un pont medieval quatre ulls separats per pilars de gran alçada, que salven el profund desnivell que presenta el barranc de les Adoberies en aquest punt d'estil romànic, bastant reconstruït al segle xviii i consolidat i reformat a finals del Segle XX.